# NGC 7038
NGC 7038 је спирална галаксија у сазвежђу Индијанац која се налази на NGC листи објеката дубоког неба.
Деклинација објекта је - 47° 13' 13" а ректасцензија 21h 15m 7,5s. Привидна величина (магнитуда) објекта NGC 7038 износи 12,0 а фотографска магнитуда 12,7. Налази се на удаљености од 62,708 милиона парсека од Сунца. NGC 7038 је још познат и под ознакама ESO 286-79, FAIR 960, AM 2111-472, IRAS 21117-4725, PGC 66414.